# Anatolij Afanasjew
Anatolij Gieorgijewicz Afanasjew (ros. Анатолий Георгиевич Афанасьев; ur. 24 czerwca?/7 lipca 1912 w Sankt Petersburgu, zm. 29 października 2003 w Moskwie) – radziecki generał major, Bohater Związku Radzieckiego (1944).

## Życiorys

### Dzieciństwo i młodość
Lata młodzieńcze spędził w Czerepowcu. Od dzieciństwa marzył o służbie wojskowej. Pierwsza próba przyjęcia do Akademii Marynarki Wojennej zakończyła się niepowodzeniem – nie został przyjęty ze względu na zbyt młody wiek. W 1932 ukończył Szkołę Inżynierii Wojskowej w Leningradzie, a następnie służył w Nadwołżańskim Okręgu Wojskowym. Od września 1937 był studentem Akademii Inżynierii Wojskowej im. Waleriana W. Kujbyszewa w Moskwie. Po wybuchu II wojny światowej odbywał praktyki w bazie morskiej na półwyspie Hanko.

### II wojna światowa
Po agresji Niemiec na ZSRR dowodził w stopniu kapitana batalionem w 8 Samodzielnej Brygadzie Piechoty. Wkrótce został przeniesiony w rejon Siniawino, a brygadę przekształcono w 136 Dywizję Strzelecką. Początkowo służył jako technik inżynier, a następnie dowodził 270 pułkiem strzeleckim. W czasie ciężkiej zimy 1943, wraz z tą jednostką brał czynny udział w przełamaniu blokady Leningradu. W styczniu 1944 wojska Frontu Leningradzkiego i Frontu Wołchowskiego w rejonie Szlisselburga przebiły się przez pierścień blokady.
W 1944 uczestniczył w walkach na Przesmyku Karelskim w rejonie Wyborga, gdzie Niemcy stworzyli kilka potężnych linii obrony (w tym odnowiona fińska Linia Mannerheima). Dekretem Prezydium Rady Najwyższej ZSRR z 21 czerwca 1944, za wysokie zdolności organizacyjne, jakość dowodzenia i osobistą odwagę w przełamaniu niemieckiej obrony w pobliżu Leningradu nadano mu Złotą Gwiazdę i tytuł honorowy Bohatera Związku Radzieckiego oraz odznaczono Orderem Lenina.
270 Pułk Strzelecki zajął Estonię, a 6 października 1944 płk Anatolij Afanasjew objął dowództwo 63 Gwardyjskiej Dywizji Strzeleckiej. 9 maja 1945 w miejscowości Kuldiga, brał udział w przyjęciu kapitulacji niemieckiej Grupy Armii Kurlandia, w skład której wchodziła 16 Armia okupująca przez 900 dni jego rodzinne miasto.

### Okres powojenny
W 1948 ukończył studia w Akademii Wojskowej Sztabu Generalnego Armii Radzieckiej. Przez następne kilka lat służył na różnych stanowiskach dowodzenia, pracował też w centralnym aparacie ministerstwa obrony ZSRR.
W 1972 w stopniu generała majora przeszedł na emeryturę. Postanowieniem prezydenta Federacji Rosyjskiej z 4 maja 1995 został odznaczony Orderem Żukowa. Order oznaczony nr 2 wręczył generałowi 9 maja 1995, podczas parady z okazji 50. rocznicy zwycięstwa nad nazistowskimi Niemcami, prezydent Rosji Borys Jelcyn.
Zmarł 29 października 2003 w Moskwie i tam został pochowany.

## Odznaczenia
- Medal „Złota Gwiazda” Bohatera Związku Radzieckiego – (21 czerwca 1944)
- Order Żukowa (4 maja 1995)
- Order Lenina – dwukrotnie
- Order Czerwonego Sztandaru – pięciokrotnie
- Order Suworowa III klasy
- Order Aleksandra Newskiego
- Order Wojny Ojczyźnianej I klasy – dwukrotnie
- Order Czerwonej Gwiazdy – dwukrotnie
- Medal „Za zasługi bojowe”
- Medal 100-lecia urodzin Lenina
- Medal „Za obronę Leningradu”
- Medal „Za zwycięstwo nad Niemcami w Wielkiej Wojnie Ojczyźnianej 1941–1945”
- Medal jubileuszowy „Dwudziestolecia zwycięstwa w Wielkiej Wojnie Ojczyźnianej 1941–1945”
- Medal jubileuszowy „Trzydziestolecia zwycięstwa w Wielkiej Wojnie Ojczyźnianej 1941–1945”
- Medal jubileuszowy „Czterdziestolecia zwycięstwa w Wielkiej Wojnie Ojczyźnianej 1941–1945”
- Medal jubileuszowy „50-lecia zwycięstwa w Wielkiej Wojnie Ojczyźnianej 1941–1945”
- Medal „Weteran Sił Zbrojnych ZSRR”
- Medal jubileuszowy „30 lat Armii Radzieckiej i Floty”
- Medal jubileuszowy „40 lat Sił Zbrojnych ZSRR”
- Medal jubileuszowy „50 lat Sił Zbrojnych ZSRR”
- Medal jubileuszowy „60 lat Sił Zbrojnych ZSRR”
- Medal 70-lecia Sił Zbrojnych ZSRR
- Medal Jubileuszowy „300 lat Rosyjskiej Floty”
- Medal 850-lecia Moskwy
- Medal 850-lecia Moskwy
- Medal 250-lecia Leningradu
- Medal 300-lecia Sankt-Petersburga